# Richard Adams
Richard Adams (født 9. maj 1920, død 24. december 2016) var en engelsk forfatter, der som midaldrende opnåede en overraskende verdensberømmelse ved sin debut med romanen Kaninbjerget om en flok kaniners hårde kamp for overlevelse, efter at de forlader deres koloni og danner en ny.